# Agustín de la Paz Bueso
Agustín de la Paz Bueso (1840-1913) fue un periodista y escritor español.

## Biografía
Nació en 1840. Jefe del Cuerpo de Archiveros, Bibliotecarios y Anticuarios, fue miembro correspondiente de la Real Academia Española y presidente de la asociación de Escritores y Artistas (1876-1881). Fue redactor de los periódicos madrileños Las Novedades, El Reino, La Patria (1866), La Tertulia y El Noticiero de España (1868). Usó el pseudónimo de «El Anticrítico». Falleció en 1913.